# Bassiano, Toniono, Proto, Lucio, Cirione, Agatone, Mosè, Dionigi e Ammonio
Bassiano, Toniono, Proto, Lucio, Cirione, Agatone, Mosè, Dionigi e Ammonio (fl. IV secolo) furono dei cristiani egiziani, morti martiri durante le persecuzioni degli ariani nel IV secolo e venerati come santi.

## Culto
Il culto di questi martiri, che morirono ad Alessandria d'Egitto durante la persecuzione ariana del IV secolo, è antichissimo, poiché è già menzionato al 14 febbraio nel martirologio geronimiano assieme a molti altri martiri. L'attenzione ai dettagli nella tipologia di martirio subíto fa pensare che all'epoca della redazione di questo martirologio esisteva una passio, oggi andata perduta.
La memoria di questi martiri passò poi nei martirologi altomedievali, quali il martirologio lionese, quello di Floro di Lione e il martirologio di Usuardo.
Nel XVI secolo furono inseriti nel martirologio romano da Cesare Baronio al 14 febbraio. Seguendo la tradizione dei martirologi precedenti, vennero create tre memorie distinte a seconda del martirio subíto dai santi:
- Cirione, Bassiano, Agatone e Mosé che morirono "arsi dal fuoco";[3]
- Basso, Antonio e Protolico[7], che "furono sommersi in mare";[2]
- Dionigi e Ammonio, che subirono la decapitazione.[4]

Nella revisione del martirologio romano dopo il Concilio Vaticano II, i tre gruppi sono stati uniti in un'unica commemorazione, e nello stesso tempo sono stati modificati alcuni nomi e la tipologia di martirio del terzo gruppo:
(Martirologio Romano. Riformato a norma dei decreti del Concilio ecumenico Vaticano II e promulgato da papa Giovanni Paolo II, Città del Vaticano, 2004, p. 203)